# Phlyctochytrium mucronatum
Phlyctochytrium mucronatum är en svampart som beskrevs av Canter 1950. Phlyctochytrium mucronatum ingår i släktet Phlyctochytrium och familjen Chytridiaceae.   Inga underarter finns listade i Catalogue of Life.